# Cicle biogeoquímic
En ecologia i ciències de la Terra, un cicle biogeoquímic és un circuit o ruta per la qual un element químic o molècula es mou a través tant dels components biòtics ("bio-") i abiòtics ("geo-") d'un ecosistema. En efecte, l'element és reciclat, tot i que en alguns llocs hi pot haver indrets (anomenats "reserves") on l'element és acumulat o conservat durant un període llarg de temps. Els elements, compostos químics i altres formes de la matèria passen d'un organisme a l'altre i d'una part de la biosfera a l'altra per mitjà dels cicles biogeoquímics.
Tots els elements químics que apareixen en els organismes formen part dels cicles biogeoquímics. A més de formar part dels éssers vius, aquests elements químics també passen per components abiòtics dels ecosistemes com ara l'aigua (hidrosfera), la terra (litosfera) i l'aire (atmosfera); els components vius del planeta són denominats col·lectivament com a biosfera. Tots els productes químics, nutrients o elements (com ara el carboni, el nitrogen, l'oxigen i el fòsfor) que els éssers vius utilitzen en un ecosistema funcionen en un sistema tancat, cosa que es refereix al fet que aquestes substàncies són reciclades en lloc de ser perdudes i creades constantment, com és el cas en un sistema obert. L'energia d'un ecosistema funciona en un sistema obert; el Sol dona constantment al planeta energia en forma de llum, que és finalment utilitzada i perduda en forma de calor a través dels nivells tròfics d'una xarxa tròfica.
La Terra no té un subministrament constant de substàncies químiques com és el cas de la llum; només té els que la formaren, i l'única manera d'obtenir més substàncies químiques o nutrients és l'arribada ocasional de meteorits de l'espai exterior. Com que les substàncies químiques funcionen en un sistema tancat i no poden perdre's ni crear-se, han de ser reciclades en tots els processos de la Terra que utilitzen aquestes substàncies químiques o elements. Aquests cicles inclouen tant la biosfera (component viu), com la litosfera, l'atmosfera i la hidrosfera (components no vius). El terme "biogeoquímic" pren els seus prefixos d'aquests cicles: bio es refereix a la biosfera, geo es refereix col·lectivament a la litosfera, atmosfera i hidrosfera, i químic es refereix, evidentment, a les substàncies químiques que passen aquest cicle.
A vegades, aquestes substàncies romanen períodes llargs de temps en un indret. Aquest lloc rep el nom de reserva, i inclou coses com ara els dipòsits de carbó que emmagatzemen carboni durant períodes llargs de temps. Quan les substàncies només queden emmagatzemades durant un breu període, es diu que estan en pous d'intercanvi. En general, les reserves són components abiòtics, mentre que els pous d'intercanvi són components biòtics. Els pous d'intercanvi inclouen, entre d'altres, les plantes i els animals, que utilitzen temporalment carboni als seus sistemes i després l'alliberen a l'aire o el medi que els envolta. El carboni roman un temps relativament curt a les plantes i als animals en comparació amb els dipòsits de carbó. La quantitat de temps que roman una substància en un indret rep el nom de residència. Els cicles biogeoquímics més ben coneguts i importants inclouen el cicle del carboni, el cicle del nitrogen, el cicle del fòsfor i el cicle de l'aigua. Hi ha molts cicles biogeoquímics que actualment s'estan estudiant per primer cop, car el canvi climàtic i l'impacte humà estan canviant dràsticament la velocitat, la intensitat i l'equilibri d'aquests cicles relativament desconeguts. Entre els cicles biogeoquímics que comencen a ser estudiats hi ha el cicle del mercuri i el cicle de l'atrazina, causat pels humans.
Els cicles biogeoquímics sempre impliquen estats d'equilibri: un equilibri en el cicle de l'element entre components. Tanmateix, l'equilibri general pot implicar components distribuïts a escala global.